# فيوليتا فيلات
فيوليتا فيلات (10 يونيو 1938 - 5 ديسمبر 2011) المعروفة باسمها المسرحي فيوليتا فيلاز، كانت نجمة ملهى ومغنية وممثلة وملحنة وكاتبة أغاني بولندية وعالمية. تميز صوتها بأنه سوبرانو كولوراتورا وهو نوع من أصوات السوبرانو المستخدمة في الأوبرا. والذي يمتد على أربعة أوكتافات. كان بإمكانها العزف على البيانو والكمان والترومبون حيث لديها نغمة مطلقة التي غالبًا ما تسمى النغمة المثالية، هي قدرة نادرة للشخص على تحديد أو إعادة إنشاء نغمة موسيقية معينة دون الاستفادة من نغمة مرجعية.  تضمنت سماتها «صوت العصر الذري»،  «نخب القارة الغنائي»،  «صوت مثل الشمبانيا الفرنسية»،  والمغنية ياما سوماك البولندية. كانت فيوليتا النجمة الأولى في كازينو باريس في فندق وكازينو ديونز في لاس فيغاس (1966-1970).
اشتهرت لفيلات بخزانة ملابسها وأنشطتها التي تصنف في المقدمة. خلال مسيرتها المهنية في مجال الأعمال، مثلت فيلاز في ستة أفلام، وقدمت العديد من العروض الموسيقية، وسجلت ما يقرب من ثلاثمائة أغنية بعشر لغات، بما في ذلك البولندية والإنجليزية والفرنسية والألمانية والإيطالية واللاتينية والنابولية والروسية والإسبانية والبرتغالية. كانت ناشطة في مجال حقوق الحيوان.
في عام 2011، حصلت فيلات على وسام الاستحقاق للثقافة.  

## السيرة الشخصية

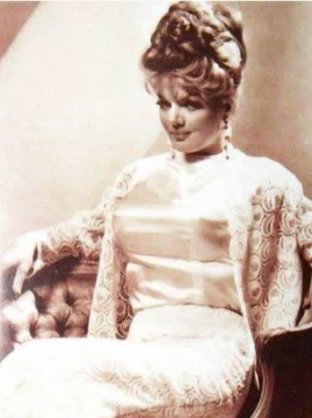
فيلات فيوليتا في لاس فيغاس، 1967

### حياة سابقة
ولدت الفيلات في فيرفييتوا بمقاطعة لياج، وهي الثالثة من بين أربعة أطفال. أمضت طفولتها في بلجيكا. كان والدها بوليسلاف سيلاك (4 ديسمبر 1907 - 9 مايو 1960) عامل منجم ورائد فرقة موسيقية، وكانت والدتها جين (26 يناير 1914 - 17 فبراير 1985) ربة منزل. في عام 1948 جاءت مع والديها إلى بولندا واستقرت في لوين كودزكي حيث بدأت في دراسة الموسيقى. عزفت على البيانو والكمان في شبابها.
في عام 1956 بدأت دراسة الغناء الفردي في مدرسة الدولة الموسيقية الثانوية في شتشيتسين. واصلت تعليمها الفني في فروتسواف مع الأستاذة جيزيلا بوش. في عام 1959، بدأت دروسًا صوتية كلاسيكية مع الأستاذة يوجينيا فالكوسكا في وارسو.